# Enicospilus marathwadensis
Enicospilus marathwadensis là một loài tò vò trong họ Ichneumonidae.